# Zborul 1492 al Aeroflot
Zborul 1492 al Aeroflot a fost un zbor intern de pe Aeroporul Sheremetyevo din Moscova spre Aeroportul Murmansk din Murmansk, Rusia. Pe 5 mai 2019, avionul Sukhoi Superjet 100, care opera zborul, s-a întors pe Aeroportul Sheremetyevo la scurt timp după decolare. La aterizare, avionul a sărit de pe pistă, cauzând trenul de aterizare să se rupă, fapt care a dus la declanșarea focului. Din cei 78 de oameni care se aflau la bord, 41 au murit.

## Legături externe
- Aeroflot confirms engine fire on flight SU1492 Moscow–Murmansk Arhivat în 6 mai 2019, la Wayback Machine. 5 May 2019
- Flightradar24 data regarding Aeroflot flight 1492